# 东正教自治教会
在東正教15個自主教會之下，又劃分自治教會。主要自治教會列表如下：
君士坦丁堡普世牧首区下設：
- 芬蘭正教會
- 愛沙尼亞使徒正教會
- 西歐俄羅斯正教總教區（英语：Archdiocese of Russian Orthodox churches in Western Europe）†

安条克希腊正教会下設：
- 安條克正統基督教北美洲總教區（英语：Antiochian Orthodox Christian Archdiocese of North America）

耶路撒冷希腊正教会下設：
- 西奈山正教會

俄罗斯正教会下設：
- 白俄羅斯正教會（英语：Belarusian Orthodox Church）
- 摩爾多瓦正教會，教化60%摩爾多瓦東正教徒。
- 日本正教會†
- 中华东正教会†
- 俄羅斯正教會域外教會†

塞爾維亞正教會下設：
- 馬其頓正教會

羅馬尼亞正教會下設：
- 比薩拉比亞都主教區，教化23%的摩爾多瓦東正教徒，有一百萬教民（2004）。該教會自1812年比薩拉比亞被沙俄合併后，始終歸依于羅馬尼亞正教會之下。
- 羅馬尼亞正教會美洲都主教區（英语：Romanian Orthodox Metropolia of the Americas）

†：自治狀態沒有被普遍承認。